# Pavol Šoral
Pavol Šoral (Dolná Štubňa, 18 gennaio 1903 – 29 agosto 1977) è stato un calciatore cecoslovacco, di ruolo attaccante.

## Carriera

### Nazionale
Debutta in Nazionale il 28 ottobre 1929 contro la Jugoslavia (4-3). Contro la Jugoslavia gioca anche il suo secondo e ultimo incontro per la Nazionale cecoslovacca, nel 1931, conclusosi 2-1 in favore degli avversari.
Fu il primo calciatore slovacco a vestire la maglia della Nazionale cecoslovacca.